# Money transfer

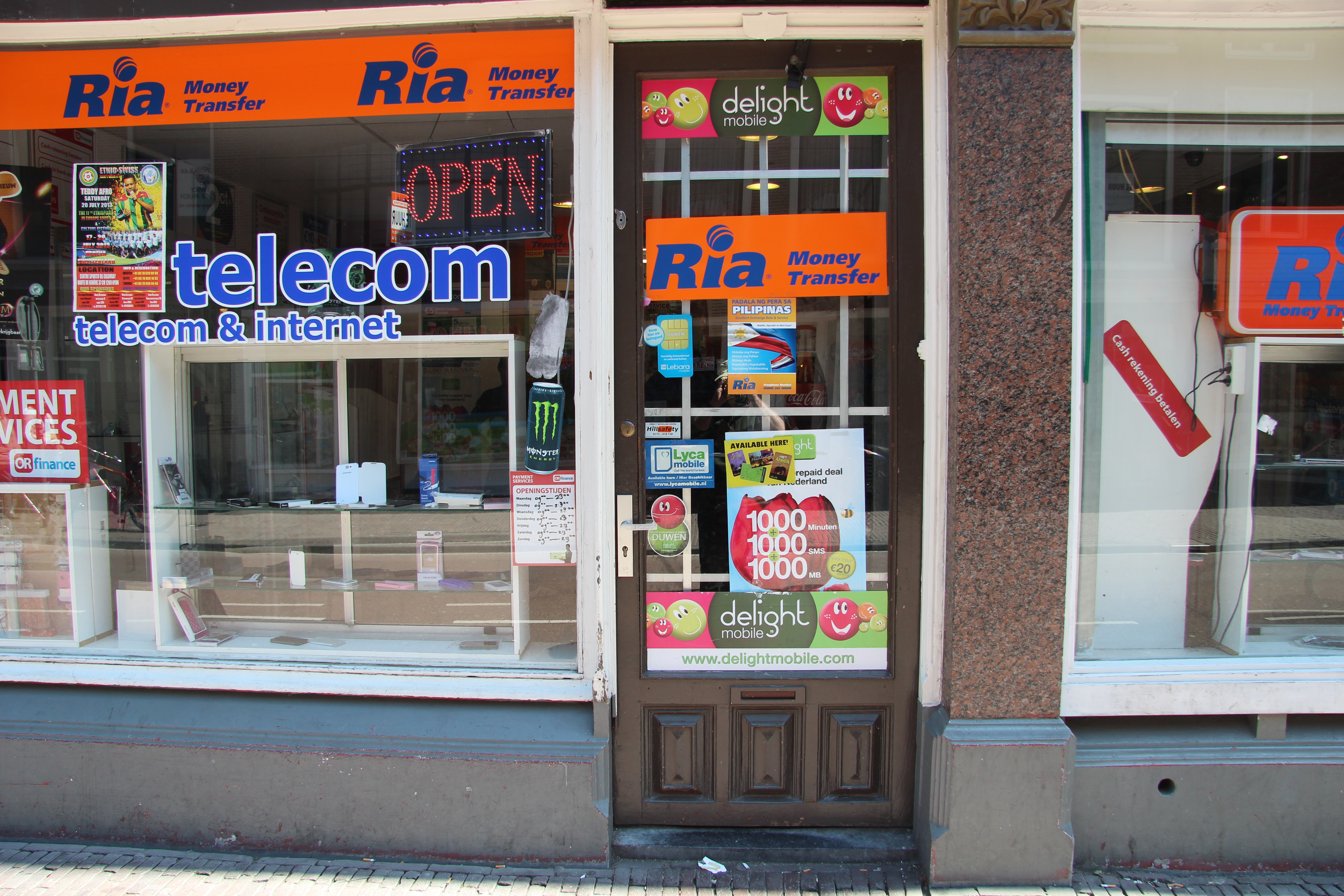
'Ria money transfer' op de Steenstraat in Leiden

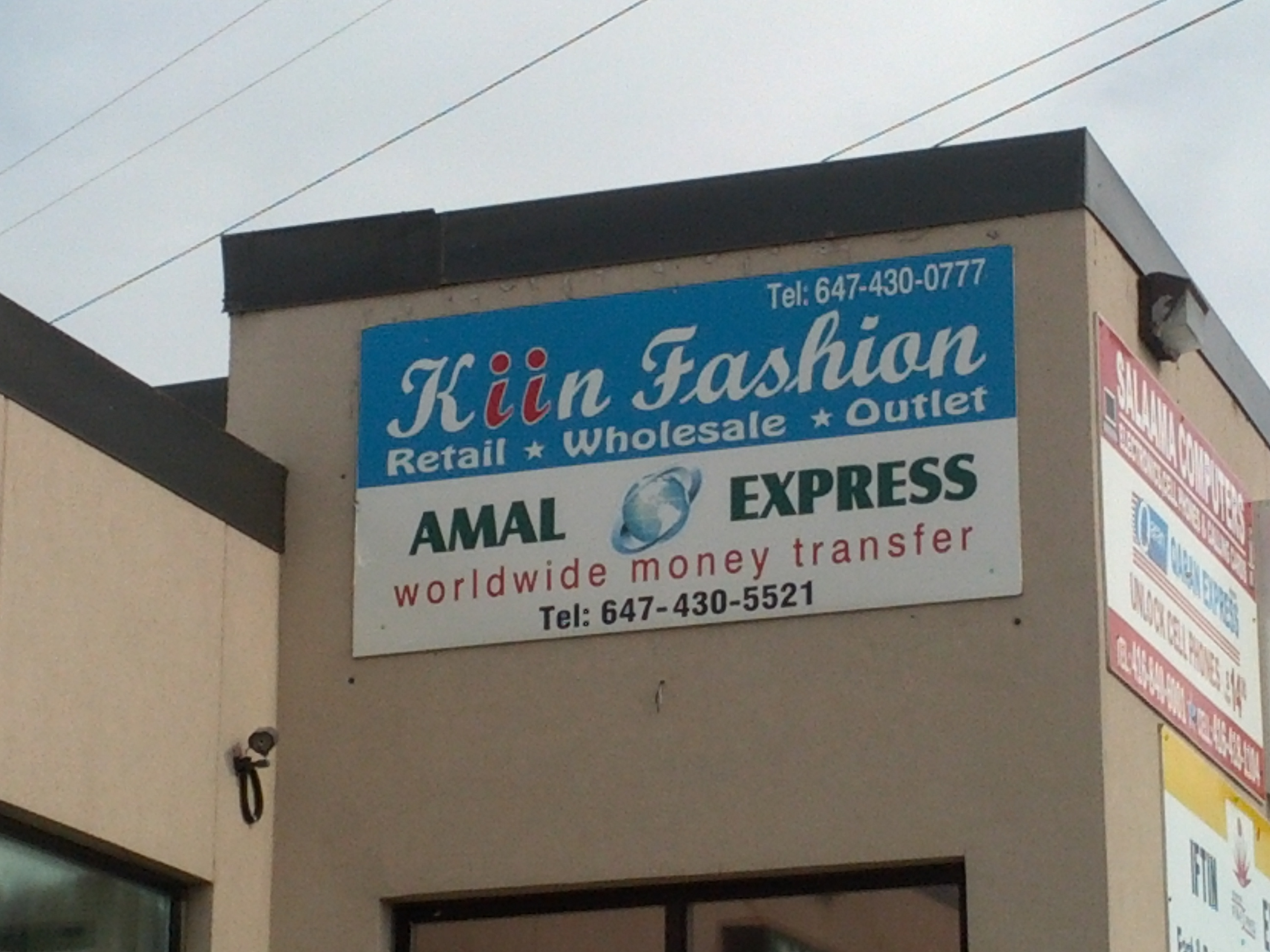
Reclame voor "Worldwide money transfer" in Toronto

Money transfer is een geldtransactie waarbij geld of geldswaarden verstrekt worden aan een tussenpersoon, met het doel om deze gelden aan een derde elders betaalbaar te stellen. Zonder inschrijving in het Wgt-register is het in Nederland niet toegestaan om deze activiteiten te verrichten, noch om daarbij te bemiddelen.

## Vormen

#### Onderverdeling
Money transfer is een verzamelnaam voor een breed scala van manieren om geld over te maken, die zijn onder te verdelen in formele tevens digitale vormen en informele op contant geld gebaseerde vormen.

#### Formele vormen
- Elektronische overschrijving (wire transfer), een overmaking tussen twee banken van de ene bankrekening naar de andere bankrekening of door middel van een overdracht van een storting van contant geld bij een instelling, zoals Western Union.
- E-mailovermaking (email money transfer) een speciale service tussen banken in Canada, waarbij het geld niet daadwerkelijk via e-mail overgebracht wordt, maar wel de instructies via e-mail gegeven worden.
- Giraal, het overmaken van een direct opeisbaar tegoed naar het tegoed van een andere eigenaar.
- Postwissel, waarbij degene die geld wil verzenden naar een postkantoor gaat en daar een bedrag in contant geld stort met het adres van de beoogde ontvanger. Die krijgt dan de postwissel in de brievenbus. Deze gaat hiermee naar zijn postkantoor, geeft het postwissel af en ontvangt daarbij het gestorte bedrag in contant geld. Soms is het daarbij nodig dat de ontvanger een codewoord opgeeft, dat de verzender, los van de postwissel, aan de ontvanger heeft meegedeeld. Een voordeel van een postwissel is dat geen van beide partijen een bankrekening hoeft te hebben, en dat het bedrag gegarandeerd is, in tegenstelling tot bij een cheque.
- PayPal, een online betaalsysteem, dat als intermediair optreedt voor online en mobiele betalingen tussen personen onderling, online verkopers en webwinkels. Om te betalen is alleen een e-mailadres nodig. Betalingen kunnen gedaan worden vanaf een bankrekening, creditcard of van ontvangen geld op de PayPal-rekening. Er kan ook geld worden overgeschreven naar een eigen bankrekening.

#### Informele vormen
- Al-Barakat, een informeel systeem om geld over te maken, dat zijn oorsprong vindt in de Arabische wereld.
- Hawala (ook bekend als hundi), een informeel systeem om geld over te maken dat gericht is op transacties van en naar het Midden Oosten, Noord Afrika, de Hoorn van Afrika en Zuid-Azië. Hawala werkt op vertrouwensbasis. Het geld wordt contant op tafel gelegd in een steunpunt, en via een contact (telefonisch, per fax of e-mail) kan overal ter wereld in een ander steunpunt dezelfde som afgehaald worden. De Hawala is een zuiver informeel systeem, waarbij er geen afschriften of verrekeningen plaatsvinden. Het is dan ook niet te verwonderen dat het aan populariteit wint in het misdaadmilieu, omdat de opsporingsautoriteiten geen inzicht hebben in de transacties. Het systeem leent zich uitstekend voor overboekingen van zwart geld.
- Afdracht (remittance), het overmaken door werknemers van geld naar hun familie in het land van herkomst.

## Misbruik
Het gebruik van money transfers brengt een verhoogd risico met zich mee van het witwassen van geld of van de financiering van terrorisme. Het grote aantal wisselende opdrachtgevers in combinatie met de grote aantallen transacties verhogen dit risico. Het Financieel Expertise Centrum (FEC) is in 2010 begonnen met het project 'Misbruik money transfers'. De belangrijkste maatregelen die hieruit zijn voortgekomen zijn:
1. het goed opleiden van medewerkers;
2. het uitvoeren van doeltreffende transactieanalyses;
3. het verbeteren van de datakwaliteit.

Hiermee beoogt men illegale transacties zo mogelijk te voorkomen, dan wel (achteraf) beter te herkennen.

## Belangenbehartiging
In Nederland behartigt de Nederlandse Vereniging van Geldtransactiekantoren (NVGTK) de belangen van bedrijven die zich bezighouden met het verrichten van geldtransfers.